# Dalophia ellenbergeri
Espèce
Synonymes
- Monopeltis ellenbergeri Angel, 1920

Dalophia ellenbergeri est une espèce d'amphisbènes de la famille des Amphisbaenidae.

## Répartition
Cette espèce est endémique de Zambie.

## Étymologie
Cette espèce est nommée en l'honneur de M. Ellenberger qui a fourni les premiers spécimens.

## Publication originale
- Angel, 1920 : Liste de reptiles du Haut-Zambèze et de l'Afrique australe. Description d'une espèce nouvelle du genre Monopeltis. Bulletin du Muséum National d'Histoire Naturelle, Paris, vol. 26, n. 7, p. 614-617 (texte intégral).